# Ordenskapitlet
Ordenskapitlet, egentlig: De Kongelige Ridderordeners Kapitel og oprindeligt: Ordenskapitul (efter orden og kapitel, efter lat. caput = hoved), er en dansk kongelig institution, der forvalter det danske ordensvæsen.

## Historie og funktioner
Fra slutningen af 1600-tallet, da Dannebrogordenen (1671) og Elefantordenen (1693) blev indstiftet, blev det danske ordensvæsen administreret af en enkelt embedsmand med titlen ordenssekretær. Da Frederik VI i 1808 udvidede Dannebrogordenen til at bestå af flere grader, og antallet af dekorerede derfor steg betydeligt, blev Ordenskapitlet oprettet.
Ved kgl. åbent brev af 28. juni 1808, jævnfør anordning af 28. januar 1809 oprettede kongen en ridderforsamling, kaldet Ordenskapitul, som fik pligt til at varetage alt vedrørende ordensvæsenet. Monarken er som ordensherre præses, ordenskansler en styrende formand. Medlemmer er alle de indenlandske elefantriddere og storkommandører af Dannebrog samt 7 overofficianter. Overofficianterne er: Ordenskansleren, ordensvicekansleren, ordenssekretæren, ordensmarskallen, ordensskatmesteren, ordensceremonimesteren og ordensbiskoppen. Disse bærer alle et overofficianttegn — for kansleren og vicekansleren et særligt kanslertegn, lignende Storkorset af Dannebrogsordenen i diamanter i dets ældre form, for de overofficianter, der er elefantriddere, bæres Dannebrogsordenens storkors i diamanter som overofficianttegn, og for de øvrige har det form af en elefant uden tårn og diamanter med et dannebrogskors på hver side af dækkenet, disse tegn bæres alle om halsen i et bånd halvt blåt som Elefantordenens, halvt hvidt med rød kant som Dannebrogsordenens. Samtlige medlemmer af Ordenskapitlet bærer tillige Dannebrogordenens Hæderstegn.
I de første år efter 1808 uddelte kongen ordener ved særlige højtideligheder på Rosenborg Slot. Efterhånden var der ikke brug for alle embedsmændene, og allerede i 1800-tallet stod nogle af disse embeder tomme. De stadig fungerende overofficianter er ordenskansleren, nu normalt et medlem af kongehuset, der underskriver ordensdiplomerne, ordenssekretæren, der fører tilsyn med Ordenskapitlets administration, og ordensskatmesteren, der fører tilsyn med den økonomiske forvaltning.
Under Ordenskapitlet sorterer — uden at være medlemmer af dette — 4 officianter: Vice-ceremonimesteren, Ordenskapitlets sekretær, ordensbiskoppens vikar og ordenshistoriografen, af hvilke dog kun sekretæren og historiografen har effektive hverv, hvorfor også kun disse to stillinger i en lang årrække har været besat. Officianterne bærer en elefant meget lig overofficianternes i samme bånd på venstre bryst.
Ordenshistoriografen har til opgave at modtage de selvbiografier, som danske ordensmodtagere er forpligtet til at skrive. Siden 1981 er også modtagere af Fortjenstmedaljen og Den Kongelige Belønningsmedalje blevet opfordret til at indsende et levnedsløb. Ved Christiansborgs brand i 1884 brændte de levnedsberetninger, der var indsamlet siden 1600-tallet. Siden da er der indsamlet over 37.000 biografier, der efterhånden bliver gjort tilgængelige for forskningen. Nogle af dem er allerede udgivet. En våbenmaler fremstiller de våbenskjolde for elefant- og storkorsriddere, der ophænges i ridderkapellet på Frederiksborg Slot, hvor slotsforvalteren fungerer som ridderkapelforvalter.
Ordenskapitlets sekretær er chef for dets sekretariat og leder den daglige administration, der bl.a. omfatter fremstilling af ordensdekorationer, ekspedition af ordensdiplomer og dekorationer og modtagelse af ordenstegn, når en dekoreret person er afgået ved døden. De fleste dekorerede modtager deres ordenstegn med posten. Ordenskapitlet udsteder også tilladelser til at bære udenlandske ordener. Tidligere var uddeling af pensioner til Dannebrogsriddere og -mænd også en del af dets ressort.
Sekretariatet afgør ikke, hvem der skal dekoreres, men udfører de vedtagne beslutninger, der har form af reskripter fra monarken, dvs. i realiteten regeringen. De allerfleste dekoreringer sker efter indstillinger, der behandles af kabinetssekretæren, som normalt også er ordenssekretær, og vedkommende departementschef.

## Ordenskapitlets status
Ordensvæsenet er et kongeligt prærogativ, hvorfor Ordenskapitlet og dets økonomi er adskilt fra statsadministrationen og sorterer direkte under ordensherren, den regerende monark.

## Ordenssekretærer 1671-1808
Denne liste er ufuldstændig; hjælp gerne med at udfylde den.
1. 1672-1690 Bolle Luxdorph
2. 1690-1742 Vincents Lerche
3. 1742-1748 Niels Gersdorff
4. 1749-1771 Victor Christian von Plessen
5. 1771-1778 Volrad August von der Lühe
6. 1778-1784 Engel Schack
7. 1790-1791 Joachim Ulrich von Sperling
8. 1792-1793 Johan Bülow
9. 1793-1794 Ferdinand Ahlefeldt
10. 1794-1808 Adam Wilhelm Hauch

## Embederne oprettet i 1808

### Ordensbiskop
- Ordensbiskop er en af overofficianterne i Ordenskapitlet. Han er, som hans embedstitel antyder, gejstlig og skal ved ordensfesterne holde gudstjeneste, mindetale over afdøde riddere o.l. Ordenbiskoppens embede har fra 1808-1909 samtlige Sjællands biskopper — og kun disse — beklædt. Siden 1909 har embedet været ubesat. Officiantstillingen i Ordenskapitlet som ordensbiskoppens vikar har kun een gang været besat (med kgl. konfessionarius M.F. Liebenberg, 1808-28).

### Ordensceremonimester
- Ordensceremonimester er den overofficiant i Ordenskapitlet, der varetager ceremoniellet ved ordensfester og lign. Han har pligt til at påse, at Elefantridderne og storkorsridderne af Dannebrog indleverer tegninger til deres våbenskjolde med valgsprog, der derefter males af den dertil ansatte våbenmaler og ophænges i Frederiksborg Slotskirke, med hvilket kapel han har specielt tilsyn. Ordensceremonimesteren fandtes også før Ordenskapitulets oprettelse; de omtales såvel i Elefant- som Dannebrogordenens statutter af 1. december 1693.

Denne liste er ufuldstændig; hjælp gerne med at udfylde den.
1. 1826-1828 Frantz Bülow
2. 1828-1831 Johan Frederik Bardenfleth
3. 1836-1841 Johan Detlev von Zepelin
4. 1852-1867 Waldemar Tully Oxholm
5. 1867-1868 Carl Løvenskiold
6. 1888-1905 Heinrich Kauffmann
7. 1910-1923 Christian Lütken

### Ordenshistoriograf
- Ordenshistoriograf er et embede, hvis indehaver har ansvaret for at forvalte samlingen af selvbiografier fra dekorerede danskere, som Ordenskapitlet opbevarer. Det indebærer bl.a. at sørge for, at dekorerede danskere rent faktisk afleverer en selvbiografi, og at samlingen er tilgængelig for seriøse forskningsformål. Embedet har stået ubesat i to længere perioder. Følgende har beklædt embedet:

1. 1808-1821 Abraham Kall
2. 1827-1851 Laurids Engelstoft
3. 1852-1893 C.F. Wegener
4. 1897-1921 Troels Frederik Troels-Lund
5. 1921-1951 Louis Bobé
6. 1951-1957 Bjørn Kornerup
7. 1958-1976 Albert Fabritius
8. 1976-1994 Tage Kaarsted
9. 1995-2018 Knud J.V. Jespersen
10. 2018-nu Jes Fabricius Møller

### Ordenskansler
- Ordenskansler er den øverste embedsmand i Ordenskapitlet; han har ledelsen af alle ordenssager, kontrasignerer de ordensvæsenet vedrørende udfærdigelser og har umiddelbar forestilling til ordensherren. Ordenskansleren er den eneste af Ordenskapitlets embedsmænd, der (siden 1808) er indehaver af særlig rang (1. rangklasse nr. 6), altså ret til ekscellenceprædikatet. En ordensvicekansler fungerer i hans forfald. Begge har hidtil altid været elefantriddere. I to perioder har embedet stået tomt. Følgende har beklædt embedet:

Denne liste er ufuldstændig; hjælp gerne med at udfylde den.
1. 1808-1818 Gehejmestatsminister, lensgreve Joachim Godske Moltke
2. 1824-1827 Gehejmestatsminister Frederik Julius Kaas
3. 1828-1843 Gehejmestatsminister Johan Sigismund von Møsting
4. 1843-1855 Gehejmestatsminister Poul Christian von Stemann
5. 1856-1864 Gehejmestatsminister, lensgreve Adam Wilhelm Moltke
6. 1864-1866 Gehejmestatsminister, grev Carl Moltke
7. 1874-1889 Gehejmekonferensråd Frederik Ferdinand Tillisch
8. 1889-1894 Generalpostdirektør, grev Sophus Danneskiold-Samsøe
9. 1894-1911 Prins Hans af Glücksborg
10. 1911-1914 Hofjægermester, lensgreve Christian Danneskiold-Samsøe
11. 1914-1949 Prins Harald til Danmark
12. 1949-1968 Prins Viggo, Greve af Rosenborg
13. 1968-2009 Henrik, Prinsgemalen
14. 2009-nu Prins Joachim til Danmark

### Ordensmarskal
- Ordensmarskal er den overofficiant i Ordenskapitlet, der har at udføre marskaltjeneste (se hof) ved Ordensfester o.l. samt at føre tilsyn med ordensdrabantkorpset og ordensherolderne.

Denne liste er ufuldstændig; hjælp gerne med at udfylde den.
1. 1808-1813 Carl Ludwig von Baudissin
2. 1814-1831 Adam Wilhelm Hauch
3. 1832-1840 Frantz Bülow
4. 1840-1842 Christian Ove Haxthausen
5. 1860-1865 Konrad Emil Mourier
6. Christian Rostgaard von der Maase

### Ordenssekretær
- Ordenssekretær er den overofficiant i Ordenskapitlet, der er Ordenskapitlets sekretærs og ordenshistoriografens umiddelbare foresatte, idet han har tilsyn med førelsen af ridderprotokollerne, våbenbøgerne, samlingen af Ordensridder-biografierne og lign. Siden 1874 har kongens kabinetssekretær været indehaver af ordenssekretæremhedet. Ordenssekretæren eksisterede også før Ordenskapitlets oprettelse; en sådan omtales såvel i Elefant- som Dannebrogordenens statutter af 1. december 1693. Indehavere af embedet efter 1808:

Denne liste er ufuldstændig; hjælp gerne med at udfylde den.
1. 1808-1836 Frederik Moltke
2. 1840-1858 Carl Emil Moltke
3. 1874-1885 J.P. Trap
4. 1888-1910 Frants Vilhelm Ferdinand Rosenstand
5. 1912-1936 Anthonius Krieger
6. 1936-1957 Gunnar Bardenfleth
7. Henning Fode

### Ordensskatmester
- Ordensskatmester er den overofficiant i Ordenskapitlet, der har opsigt med og ansvar for ordenens fonds og dens pengevæsen; han aflægger regnskab for kapitlet. Følgende har beklædt embedet:

Denne liste er ufuldstændig; hjælp gerne med at udfylde den.
1. 1808-1826 Johan Sigismund von Møsting
2. 1826-1828 Ove Ramel Sehested
3. 1828-1831 Frantz Bülow
4. 1831-1833 Johan Frederik Bardenfleth
5. 1834-1840 Christian Ove Haxthausen
6. 1840-1852 Frederik Bardenfleth
7. 1876-1888 C.G.W. Johannsen
8. 1888-1898 Carl Løvenskiold
9. 1898-1905 Ludvig Castenskiold
10. 1905-1909 Hugo Egmont Hørring
11. 1909-1918 Christian Moltke
12. 1918-1933 Frederik Raben-Levetzau
13. 1944-1954 Johannes Hørring
14. 1991-2010 Paul Henning Fischer
15. Per Thornit

## Ordensdrabantkorpset
Ordensdrabantkorpset er oprettet 12. december 1808 og står under ordensmarskallens tilsyn. Korpsets rammer er 1 overfører og 2 underførere samt 32 officerer, 4 af Flåden og 28 af de i København garnisonerende bataljoner. Korpset har ikke været i funktion siden de første år efter dets oprettelse og har i realiteten i mere end 100 år kun eksisteret på papiret. 1853 afgik den sidste overfører og 1860 den sidste underfører ved døden.

## Ordensherold
I dansk ordensvæsen forstås ved ordensherold, hvis antal er fastsat til 2, og som allerede nævnes såvel i Elefant- som i Dannebrogordenens statutter af 1. december 1693, tjenere, der i deres heroldsdragter og med deres sceptre og røde fjerhatte skulle forhøje glansen af ordensfesterne; i reglen udvalgtes de blandt de kgl. lakajer. I Norge og Sverige beklædes stillingen som ordensherold af embedsmænd, navnlig hørende til hoffet.

## Kongelige våbenmalere
Denne liste er ufuldstændig; hjælp gerne med at udfylde den.
- 1808-1852 Ole Larsen
- 1853-1875 Georg Hilker
- 1887-1919 H.F. Funch
- 1940-1945 Johannes Britze
- 1945-1967 Franz Šedivý
- 1968-1994 Aage Wulff
- 1994-2005 Johan Alkjær
- 2005-nu Ronny Andersen